# Syntomernus flavus
Syntomernus flavus (лат.) — вид паразитических наездников рода Syntomernus из семейства Braconidae.

## Распространение
Восточная Палеарктика: Южная Корея.

## Описание
Мелкие бракониды, длина 3,3 — 3,8 мм. От близких видов отличается следующими признаками: усики состоят из 34-36 члеников; ширина лица в 2,1-2,2× больше гипоклипеальной впадины; птеростигма коричневая с крупным желтоватым пятном; антеролатеральные области второго метасомального тергита гладкие. Тело жёлтое. Длина усиков равна 1.0-1.1× длины переднего крыла. Наличник без клипеальной борозды. Темя без средне-продольной борозды.
Предположительно, как и другие близкие виды паразитоиды насекомых.

## Таксономия и этимология
Вид был впервые описан в 2020 году российским гименоптерологом Константином Самарцевым (Зоологический институт РАН, Санкт-Петербург, Россия) и южнокорейским энтомологом Deok-Seo Ku (The Science Museum of Natural Enemies, Geochang, Южная Корея). Видовое название S. flavus происходит от латинского слова flavus из-за почти полностью жёлтой окраски тела.